# Sigrid Undsetová

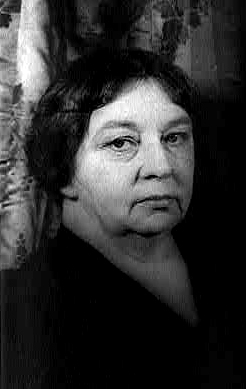
Sigrid Undsetová v roce 1927

Sigrid Undsetová (20. května 1882, Kalundborg, Dánsko – 10. června 1949, Lillehammer) byla norská spisovatelka, nositelka Nobelovy ceny za literaturu za rok 1928.

## Život
Sigrid Undsetová se narodila roku 1882 v Dánsku. Její matka byla Dánka a otec věhlasný norský archeolog Ingvald Undset (znal se například s objevitelem Tróje Heinrichem Schliemannem, který mu věnoval jeden ze svých nálezů z tohoto starověkého města). Otec probudil v Sigrid zájem o norskou historii a o četbu staroseverské literatury, zemřel však, když jí bylo dvanáct let. Sigridina matka pak zůstala sama se třemi dětmi a měla velké existenční problémy. Proto se Sigrid rozhodla vystudovat obchodní akademii a po ukončení studia pracovala několik let jako úřednice v kanceláři firmy Wisbeck, která v Norsku zastupovala známý koncern AEG.
Roku 1907 publikovala Sigrid Undsetová své první dílo, realistický román ze současnosti Paní Marta Oulie, po kterém následovaly další tematicky podobné romány, novely a povídky (Šťastný věk, Jenny, Jaro nebo Střípek kouzelného zrcadla), ve kterých jako jedna z prvních zachytila život současných žen (bohatých i chudých, pracujících i uzavřených v rodinném kruhu) a s tím související mezilidské a rodinné problémy. Undsetová se však nezabývala ani tak postavením ženy ve společnosti, jako spíše posláním ženy v manželství a rodině, které viděla v péči o rodinu a ve vytváření harmonického rodinného soužití. Podstatu rozporů mezi mužem a ženou viděla v přehnaných emancipačních snahách, které podrobovala kritickému rozboru a odmítala feminismus. Působivost jejích příběhů je založena na jemné psychologické kresbě ženských postav, které nejsou vždy úspěšné, ale znají i hořkost porážky a hluboké deprese.
V roce 1909 získala Sigrid Undsetová státní stipendium a odjela nejprve do Německa a pak do Říma. Tam se seznámila s norským malířem Andersem Svarstadem, za kterého se roku 1912 provdala. Manželství se však rozpadlo (roku 1924 bylo dokonce prohlášeno za neplatné), Undsetová se odstěhovala natrvalo do Lillehammeru, kde od roku 1919 vychovávala své tři děti (dcerka Mary Charlotte byla mentálně retardovaná a zemřela jako dvacetiletá) a psala svá další díla. Po knihách ze současnosti se spisovatelka začala věnovat historickým příběhům ze středověku a v letech 1920 až 1922 vytvořila jedno z vrcholných děl norské literatury, trilogii Kristina Vavřincova, odehrávající se ve 14. století. Především za tuto románovou kroniku obdržela roku 1928 Nobelovu cenu za literaturu „v prvé řadě za její výstižná líčení severského života ve středověku“ (citace z odůvodnění Švédské akademie). V tomto díle se také projevují známky procesu autorčina vnitřního vývoje, který skončil její konverzí ke katolictví.
Po nástupu fašismu se Undsetová jednoznačně postavila na stranu demokracie. V Německu byla proto zakázanou autorkou a po německé okupaci Norska roku 1940 musela za dramatických okolností urychleně emigrovat do Švédska. kde se dozvěděla o smrti svého nejstaršího syna, který padl v boji proti německým okupantům. Po dlouhém putování přes Sovětský svaz a Japonsko se nakonec Undsetová dostala do USA, kde svými články a projevy burcovala k boji proti fašismu. Zpět do Norska se přestěhovala v roce 1945, k literární tvorbě se však již nevrátila. Zemřela v Lillehammeru roku 1949.

## Literární dílo
- Fru Martha Oulie (1907, Paní Marta Oulieová), deníkovou formou psaný společenský román o moderní ženě, která se dokáže živit vlastní prací.
- I grålysningen (1908, Na úsvitě), divadelní hra, jednoaktovka zabývající se problémy lásky a manželství.
- Den lykkelike alder (1908, Šťastný věk) se svým pokračováním Fru Hjelde (Paní Hjeldová), dvě novely jejichž hrdinkou je mladá žena s uměleckými sklony, která stojí před dilematem láska, nebo umění a volí nakonec lásku a rodinný život.
- Fortellingen om Viga-Ljot og Vigdis (1909, Příběh o Ljotovi a Vigdis), historický román s námětem z období severských ság, vyznačující se neobyčejně plastickým vylíčením života norské a islandské společnosti na přelomu 10. a 11. století.
- Ungdom (1910, Mládí), sbírka básní,
- Jenny (1911), nejlepší autorčin společenský román, tragický příběh mladé, vzdělané a citově bohaté norské malířky odehrávající se v Římě i na pošmourném norském venkově.
- Fattige skjebner (1912, Chudé osudy), sbírka povídek odehrávajících se v autorčině současnosti,
- Vaaren (1914, Jaro), společenský román o ženě, která najde uspokojení v poslání matky.
- Fortelinger om kong Arthur og riderre av det runde bord (1915, Povídky o králi Artušovi a rytířích kulatého stolu), sbírka historických povídek,
- Splinten av troldspeilet (1917, Střípek kouzelného zrcadla), společenský román,
- De kloke jomfruer (1918, Moudré panny), sbírka povídek odehrávajících se v autorčině současnosti,
- Et kvindesynspunkt (1919, Ženské stanovisko), statě,
- Kristin Lavransdatter (1920-1922, Kristina Vavřincova), historická románová trilogie, vrcholné autorčino dílo. Jednotlivé části se jmenují Kransen (1920, Věnec), Husfrue (1921, Paní) a Korset (1922, Kříž). Dílo je zasazeno do barvitého prostředí 14. století a do divoké norské přírody, oživené v myslích lidí ještě troly a vílami. Na pozadí příběhu o velké a tragické lásce líčí autorka psychologický a duševní vývoj silné ženské osobnosti, která je štítem svému lehkomyslnému muži a dětem, miluje je nejobětavější láskou a v jejich jistotě a bezpečí vidí smysl všeho svého života.
- Olav Audunssøn i Hestviken (1925, Olav Audunssön v Hestvikenu) a Olav Audunssøn og hans børn (1927, Olav Audunssön a jeho děti), dvoudílný román s námětem z konce 13. století a s tématem vítězství křesťantské (katolické) morálky nad pohanskou.
- Gymnadenia (1929) a Den braendende busk (1930, Hořící keř), dvojice dějově souvisejících společenských románů,
- Ida Elisabeth (1932, Ida Alžběta), román o manželství,
- Etapper (1933, Etapy), eseje,
- Elleve aar (1934, Jedenáct let), vzpomínková kniha na dětství,
- Den trofaste hustru (1936, Věrná manželka), společenský román zabývající se problematikou manželství,
- Norske helgener (1937, Norští svatí), eseje,
- Selvportretter og landskapsbilder (1938, Autoportréty a krajiny), eseje,
- Madame Dorthea (1939), román odehrávající se v 18. století,
- Tilbake til fremtiden (1942, Návrat do budoucnosti) a Likkelige dager (1943, Šťastné dny), vzpomínkové knihy vydané poprvé anglicky v USA, norsky roku 1945 resp. 1947.
- Catherina av Siena (1951, Kateřina ze Sieny), posmrtně vydaná biografie svaté Kateřiny Sienské,
- Artikler og taler (1952, Články a projevy), posmrtně vydané autorčiny články a projevy z období druhé světové války.

## Česká vydání
- Jaro, Ladislav Kuncíř, Praha 1929, přeložil Karel Rypáček, znovu 1930, 1933, 1936 a v nakladatelství Vyšehrad roku 1946.
- Gymnademia, Ladislav Kuncíř, Praha 1931, přeložil Karel Rypáček,
- Kristina Vavřincova I., Ladislav Kuncíř, Praha 1931, přeložil Emil Walter,
- Kristina Vavřincova II., Ladislav Kuncíř, Praha 1932, přeložil Emil Walter,
- Simonsen, Adolf Synek, Praha 1932, přeložil Emil Walter, povídka ze sbírky Chudé osudy.
- Hořící keř, Ladislav Kuncíř, Praha 1932, přeložil Karel Rypáček,
- Jenny, Ladislav Kuncíř, Praha 1933, přeložil Hugo Kosterka, znovu Vyšehrad 1947 a Lidové nakladatelství 1972.
- Kristina Vavřincova III., Vyšehrad Praha 1935–1936, přeložil Emil Walter,
- Olav Audunssön v Hestvikenu, Vyšehrad Praha 1935–1936, přeložil Hugo Kosterka, vydání obsahuje i román Olav Audunssön a jeho děti.
- Ida Alžběta, Vyšehrad Praha 1937, přeložil Karel Rypáček, znovu 1947.
- Věrná manželka, Vyšehrad Praha 1939, přeložila Jiřina Vrtišová, znovu 1947.
- Thojdolf, Nakladatelské družstvo Máje Praha 1939, přeložila Jiřina Vrtišová, povídka ze sbírky Moudré panny.
- Madame Dorthea, Katolický literární klub, Praha 1946, přeložila Jiřina Vrtišová,
- Bílé orchideje, Vyšehrad Praha 1948, přeložil Karel Rypáček, společné vydání románů Gymnademia a Hořící keř.
- Kristina Vavřincova I.-III., Lidová demokracie, Praha 1963, přeložila Dagmar Chvojková-Pallasová, znovu Chvojkovo nakladatelství, Praha 1999.
- Šťastný věk, Paní Hjeldová, Československý spisovatel, Praha 1970, přeložila Jiřina Vrtišová,
- Byla jsem nevěrná, Lidové nakladatelství, Praha 1976, přeložila Jiřina Vrtišová, tři autorčiny povídky (Paní Waagová, Cizinka a Gunvald a Emma) o ženách, zklamaných osobním životem, které touží nalézt opravdovou lásku a porozumění.
- Kristina Vavřincova I.-III., Lidové nakladatelství, Praha 1977, přeložila Jiřina Vrtišová a Radko Kejzlar, verše přeložila Jarmila Urbánková.
- Olav Audunsson, Vyšehrad Praha 1982, přeložila Božena Köllnová-Ehrmannová,
- Příběh o Ljotovi a Vigdis, Odeon, Praha 1987, přeložila Božena Köllnová-Ehrmannová,
- Jaro, Vyšehrad Praha 1988, přeložila Božena Köllnová-Ehrmannová, znovu Blok, Třebíč 2000.
- Šťastné dny, Vyšehrad Praha 1990, přeložila Božena Köllnová-Ehrmannová.

## Použitá literatura
- KADEČKOVÁ, Helena, MICHL, Josef B. UNDSET(OVÁ) Sigrid. Heslo in: HARTLOVÁ, Dagmar, ed. et al. Slovník severských spisovatelů. Druhé, doplněné a aktualizované vydání. Praha : Libri, 2004, s. 488–489. ISBN 80-7277-260-0.
- KEJZLAR, Radko. Dějiny norské literatury 1914 – 1970. I. vydání. Praha : Academia, 1974, s. 17–22.
- HUMPÁL, Martin, ed. et al. Moderní skandinávské literatury (1870–2000). Vydání první. Praha : Karolinum, 2006, s. 121–125. ISBN 80-246-1174-0.